# Allobaccha gigas
Allobaccha gigas är en tvåvingeart som först beskrevs av Charles Howard Curran 1931.  Allobaccha gigas ingår i släktet Allobaccha och familjen blomflugor. Inga underarter finns listade i Catalogue of Life.